# Mistrzostwa Panamerykańskie w Judo 2009
34. Mistrzostwa panamerykańskie w judo odbywały się w dniach 25-30 marca 2015 roku w Buenos Aires. W tabeli medalowej tryumfowali judocy z Kuby. 

## Klasyfikacja medalowa
| Miejsce | Państwo           |    |    |    | Razem |
| ------- | ----------------- | -- | -- | -- | ----- |
| 1       | Kuba              | 7  | 1  | 2  | 10    |
| 2       | Brazylia          | 3  | 7  | 4  | 14    |
| 3       | Argentyna         | 3  | 2  | 4  | 9     |
| 4       | Kolumbia          | 2  | 4  | 2  | 8     |
| 5       | Kanada            | 1  | 2  | 6  | 9     |
| 6       | Stany Zjednoczone | 1  | 0  | 5  | 6     |
| 7       | Wenezuela         | 1  | 0  | 1  | 2     |
| 8       | Meksyk            | 0  | 1  | 3  | 4     |
| 9       | Gwatemala         | 0  | 1  | 0  | 1     |
| 10      | Ekwador           | 0  | 0  | 4  | 4     |
| 11      | Chile             | 0  | 0  | 3  | 3     |
| 12      | Salwador          | 0  | 0  | 1  | 1     |
| .       | Peru              | 0  | 0  | 1  | 1     |
| Razem   | Razem             | 18 | 18 | 36 | 72    |

## Medaliści

### Mężczyźni
| Konkurencja: | Złoto:            | Srebro:           | Brąz:                             |
| −55 kg       | Damián Villalba   | Dodanim Barboza   | Connor Murtha Shujon Mazumder     |
| −60 kg       | Javier Guédez     | Frazer Will       | Aaron Kunihiro Yosmani Piker      |
| −66 kg       | João Derly        | Miguel Albarracín | Michal Popiel Luis Galindo        |
| −73 kg       | Leandro Guilheiro | Nick Tritton      | Michael Eldred Yordanis Arencibia |
| −81 kg       | Travis Stevens    | Flávio Canto      | Luis Retamales Emmanuel Lucenti   |
| −90 kg       | Alexandre Émond   | Eduardo Santos    | Gonzalo Huamán Harry St. Leger    |
| −100 kg      | Oreidis Despaigne | Cristian Schmidt  | Luciano Corrêa Scott Edward       |
| ponad 100 kg | Oscar Braison     | João Gabriel      | Orlando Baccino Carlos Zegarra    |
| Open         | Luciano Corrêa    | Oscar Braison     | Héctor Campos Luis Salazar        |

### Kobiety
| Konkurencja: | Złoto:              | Srebro:            | Brąz:                                |
| −44 kg       | Steffany Garatejo   | Jacqueline Solís   | Antonieta Galleguillos Taylor Ibera  |
| −48 kg       | Paula Pareto        | Luz Álvarez        | Sarah Menezes Edna Carrillo          |
| −52 kg       | Yanet Bermoy        | Yulieth Sánchez    | Oritia González Glenda Miranda       |
| −57 kg       | Yurisleidys Lupetey | Danielle Zangrando | Joliane Melançon Diana Villavicencio |
| −63 kg       | Daniela Krukower    | Danielli Yuri      | Karina Acosta Ysis Barreto           |
| −70 kg       | Yuri Alvear         | Maria Portela      | Verónica Mendoza Kelita Zupancic     |
| −78 kg       | Kaliema Antomarchi  | Anny Cortés        | Amy Cotton Deborah de Souza          |
| ponad 78 kg  | Idalys Ortíz        | Claudirene Cézar   | Carmen Chalá Vanessa Zambotti        |
| Open         | Idalys Ortíz        | Vanessa Zambotti   | Carmen Chalá Claudirene Cézar        |